# Lü Jiamin
Lü Jiamin (chinesisch 呂嘉民, Pinyin Lǚ Jiāmín, * 1946 in Jiangsu, China) ist ein chinesischer Schriftsteller und ehemaliger Professor für Wirtschaftspolitik. Er ist mit der in China sehr bekannten Schriftstellerin Zhang Kangkang verheiratet. Er war seit den 1970er Jahren in der Xidan-Bewegung aktiv und beteiligte sich 1989 an den Demonstrationen auf dem Tian’anmen-Platz.
Sein Roman Der Zorn der Wölfe (chinesisch 狼圖騰, Pinyin Láng Túténg), den er 2004 unter dem Namen Jiāng Róng (姜戎) veröffentlicht hat, ist in China ein Bestseller. Es geht um das Leben von Chen Zhen, einem jungen Mann aus Peking, der während der Kulturrevolution in der Inneren Mongolei gelebt und gearbeitet hat. Dort lernt er das „Ethos der Steppe“, d. h. die Weltsicht der dort lebenden Nomaden, kennen. Diese Weltsicht zeichnet sich durch einen starken Willen zum Überlebenskampf aus, andererseits durch ein ökologisches Bewusstsein von der Notwendigkeit, im Lebensraum Steppe ein natürliches Gleichgewicht zwischen allen Pflanzen- und Tierpopulationen zu erhalten.
Der deutsche Sinologe Wolfgang Kubin nannte den Roman in einem Interview „faschistisch“ und meinte:
„Der Roman (…)  ist eine schlechte Kopie von Jack London (…), dessen Bücher Jiang Rong (…) während der Kulturrevolution vor der Verbrennung rettete. Seine Ideologie spiegelt den Sozialdarwinismus von Romanen wie White Fang (…) wider – eine Ideologie, die in einer globalisierten Welt, die Zusammenarbeit und nicht das Überleben des Stärkeren betont, völlig veraltet erscheint.“
Das Buch wurde 2008 unter dem Titel Wolf Totem von Howard Goldblatt ins Englische und unter dem Titel Der Zorn der Wölfe von Karin Hasselblatt ins Deutsche übersetzt.
Das Buch erhielt zehn Literaturpreise, darunter den Man Asian Literary Prize. Im Jahr 2015 verfilmte der französische Regisseur Jean-Jacques Annaud den Roman unter dem Titel Der letzte Wolf.

## Werke
- Der Zorn der Wölfe, 2008, ISBN 3-442-31108-X, Karin Hasselblatt (Übersetzerin)